# Tyromyces corniculatus
Tyromyces corniculatus är en svampart som beskrevs av Corner 1989. Tyromyces corniculatus ingår i släktet Tyromyces och familjen Polyporaceae.   Inga underarter finns listade i Catalogue of Life.